# Castañas (Villa Nueva)
Castañas, es una comunidad que pertenece a la zona 11  de Villa Nueva, en el departamento de Guatemala, Guatemala. Está asentada en el sur del Valle de La Virgen, a una distancia de 7.6 kilómetros del centro de la Cabecera Municipal de Villa Nueva y a 11.9 kilómetros del centro de la ciudad capital.La colonia colinda al norte con la zona 11 de Villa Nueva, al este con la zona 12 de Villa Nueva, al sur y oeste con la zona 8 de Villa Nueva. La municipalidad de Villa Nueva estima que más de 8 mil personas habitan dicha comunidad.

## Geografía física
La localidad se encuentra al norte del llamado “Graben de Guatemala”, que define la depresión del Valle de Las Vacas o de La Virgen. Al este del lugar se encuentra un barranco que actualmente la municipalidad trabaja en la reforestación del mismo, además el Río Plátanos pasa al fondo de dicho barranco.

## Sistema de Transporte
Las rutas alimentadoras de la Ciudad de Guatemala son las encargadas de ingresar a dicha localidad aunque también existen buses como el TransMIO que circulan frente a la colonia y son utilizados como transporte alterno.